# Малайзийски склеропагес
Малайзийският склеропагес (Scleropages formosus) е вид лъчеперка от семейство Араванови (Osteoglossidae). Видът е застрашен от изчезване.

## Разпространение
Разпространен е във Виетнам, Индонезия (Калимантан и Суматра), Камбоджа, Малайзия (Западна Малайзия и Саравак), Мианмар и Тайланд. Внесен е в Сингапур.

## Описание
На дължина достигат до 90 cm.
Популацията на вида е намаляваща.